# Нововасильковка
Нововасильковка (укр. Нововасильківка) — село, Васильковская поселковая община, Синельниковский район, Днепропетровская область, Украина.
Код КОАТУУ — 1220781104. Население по переписи 2001 года составляло 107 человек.

## Географическое положение
Село Нововасильковка находится в балке Богдановская, на расстоянии в 1,5 км от села Манвеловка. По селу протекает пересыхающий ручей с запрудой.